# Monasterio de la Cruz
El Monasterio de la Cruz (en hebreo: מנזר המצלבה) es un monasterio ortodoxo oriental cerca del barrio Nayot de Jerusalén, en Israel. Se encuentra en el Valle de la Cruz, cerca del Museo de Israel y el Knesset.
El monasterio fue construido en el siglo XI, durante el reinado del rey Bagrat IV, por el georgiano Giorgi-Prokhore de Shavsheti. Se cree que el sitio fue originalmente consagrado en el siglo IV bajo la instrucción del emperador romano Constantino el Grande, que más tarde dio el lugar al rey Mirian III de Kartli después de la conversión de su reino al cristianismo en el 327 DC.
La tradición dice que el monasterio fue erigido en el lugar de sepultura de la cabeza de Adán, aunque otros dos lugares en Jerusalén también reclaman este honor, de los que habría crecido el árbol que dio su madera para la cruz en la que Cristo fue crucificado.
Debido a la fuerte deuda del monasterio, este fue vendido por los georgianos a los griegos en 1685. Actualmente está ocupado por monjes del Patriarcado Ortodoxo Griego de Jerusalén.
Los restos del antiguo monasterio cruzado son una pequeña parte del complejo actual, la mayoría de los cuales ha sido objeto de restauración y reconstrucción. La sección cruzada alberga una iglesia, incluyendo una gruta donde una ventana en el suelo debajo permite ver el lugar donde el árbol del que la cruz (según se dice) creció. Los restos del siglo cuarto son escasos, el más importante de los cuales es un fragmento de un mosaico. Existen casas, así como una tienda museo. La biblioteca del monasterio contiene muchos manuscritos georgianos.